# 渡辺荘

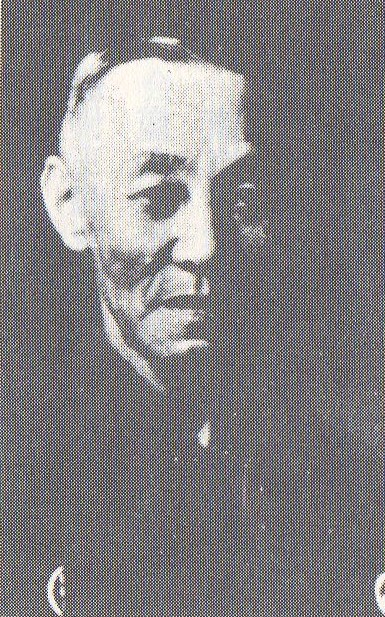
東京神学社の名誉理事渡辺荘

渡辺 荘（わたなべ そう、1859年11月29日（安政6年11月6日） - 1929年（昭和4年）3月30日）は、資産家、富士見町教会の会員であり、東京神学社の名誉理事である。
1859年（安政6年）に岡山藩士・山室忠左衛門の次男として岡山に生まれる。後に渡辺家に婿養子になる。
寺子屋で読み書きを習い、岡山市で雑貨屋を開いていたが、岡山市の山本達雄の塾で勉強する。その後、日本郵船に入社し、神戸支店、横浜支店、東京本店に勤務する。
日本郵船を辞めて貿易業を起こし、さらに銀行を創設し経営する。妻松子により、一番町教会に出席するようになり、植村正久の導きで回心し、植村より1905年（明治38年）11月5日に洗礼を受ける。1909年長女の貞子が石原謙と結婚する。次女は森戸辰男と結婚する。
富士見町教会の建立資金、東京神学社の土地、校舎、寄宿舎の建設資金などに渡辺の私財を投じた。また、1918年（大正7年）の京都帝国大学の波多野精一のキリスト教講座の創設の際にも私財を投じた。
また、自宅の一部に千鳥ヶ淵神学研究所を設置する。後に、東京神学社の名誉理事になる。